# Peter Utaka
Peter Utaka, född 12 februari 1984, är en nigeriansk fotbollsspelare som spelar för Ventforet Kofu. Utaka har även spelat för det nigerianska landslaget.